# بيتر سيتيرا (مغني)
بيتر سيتيرا (بالإنجليزية: Peter Cetera) من مواليد 13 سبتمبر 1944، مغني وكاتب أغاني وعازف جيتار أمريكي متقاعد اشتهر بكونه عضوًا أصليًا في فريق الروك شيكاغو (1967-1985)، قبل أن يبدأ مسيرة فردية ناجحة. تشمل مسيرته كفنان: تسجيل 17 ألبومًا مع شيكاغو، وثمانية ألبومات فردية.
حصل فريق شيكاغو على أول جائزة جرامي مع الأغنية العاطفية «إذا تركتني الآن If You Leave Me Now» التي كتبها وغناها بيتر سيتيرا، كما كانت أول أغنية فردية للفريق.
سجل سيتيرا 6 أغنيات، خلال عمله منفرداً، صعدت إلى قوائم أفضل الأغاني (بين أفضل 40 أغنية)، ومن بينهم أغنيتين احتلت المركز الأول على قائمة هوت بيلبورد خلال عام 1986: (مجد الحب Glory of Love– المرة التالية عندما أقع في الحب The Next Time I Fall)، كانت أغنية «مجد الحب» هي الأغنية الرئيسية في فيلم «صبي الكاراتيه» الجزء الثاني The Karate Kid Part II الذي صدر عام 1986، وشارك في كتابتها معه ديفيد فوستر وديان نيني، وترشحت لنيل جائزة الأوسكار، وجائزة جولدن جلوب فئة أفضل أغنية لفيلم سينمائي.
حصل سيتيرا في عام 1987 على جائزة «الجمعية الأمريكية للملحنين والمؤلفين والناشرين ASCAP» لأغنية «مجد الحب» فئة الأغنية الأكثر أداء من فيلم سينمائي، كما ترشح أداء أغنية «مجد الحب» لجائزة جرامي لأفضل غناء بوب للرجال، وفي نفس العام، ترشح سيتيرا مع المغنية الأمريكية إيمي جرانت كثنائي في غناء أغنية «المرة التالية عندما أقع في الحب» لجائزة الجرامي لأفضل أداء صوتي من ثنائي أو فريق.
تعاون بيتر سيتيرا، بجانب ديفيد فوستر، وإيمي جرانت، مع فنانين آخرين معروفين على المستوى الوطني، أو دوليًا، من مختلف أنواع الموسيقى بما في ذلك: بيتش بويز - بيلي جويل - كارين كاربنتر - بول أنكا - أغنيثا فالتسكوج - ريتشارد ستيربان - بوني رايت - مادونا - ديفيد جيلمور - أز يت - شير - شاكا خان - كريستال برنارد - رونا ريفز – أليسون كراوس، كما ظهرت أغانيه في الموسيقى التصويرية للأفلام والتلفزيون.
تم إدخال الألبوم الأول لشيكاغو «شيكاغو ترانزيت اوثورتي Chicago Transit Authority» (كولومبيا 1969)، في عام 2014، والذي يضم بيتر سيتيرا بالعزف على جيتار الباس، والغناء، في قاعة مشاهير جرامي، كما تم إدخال بيتر يسيتيرا في قاعة مشاهير موسيقى الروك آند رول كعضو في فريق شيكاغو في أبريل 2016، أيضا كان سيتيرا، وروبرت لام، وجيمس بانكو من بين المدرجين في قاعة مشاهير كتاب الأغاني لعام 2017 لجهودهم في كتابة الأغاني كأعضاء في فريق شيكاغو.

## رحيل سيتيرا من فريق شيكاغو
كان سيتيرا، مع شعبيته الجديدة، مهتمًا بتسجيل ألبوم منفرد، بالإضافة إلى ذلك، ذكر عدم اهتمامه بجدول الجولات الموسع للفريق، وخاصة للترويج لألبوم «شيكاغو 17 Chicago»، وعندما اختتمت جولة 17 في مايو 1985، أعربت إدارة شيكاغو، إلى جانب العديد من أعضاء الفرقة، عن رغبتهم في حجز جولة أخرى لذلك الصيف والبدء في العمل على الألبوم التالي للفريق. لم يتمكن الجانبان من حل خلافاتهما وغادر سيتيرا الفريق في يوليو 1985. قال سيتيرا إنه يريد ترتيبًا مشابهًا للترتيب الذي قام به فيل كولينز وفريق «جينيسيس» في ذلك الوقت، مع كون كولينز عضوًا في الفريق، ويقوم بجولة مع جينيسيس، بينما يقوم أيضًا ببعض الأعمال المنفردة في نفس الوقت. قال سيتيرا في مقابلة عام 1987، عن انفصاله عن الفريق: «لم يكن الأمر وديًا، لكنه لم يكن الأسوأ... لقد تلقيت ضربة ولن تتحسن هذه الضربة».

## بيتر سيتيرا منتجاً
شارك بيتر سيتيرا في إنتاج سبعة من ألبوماته:
بيتر سيتيرا (1981) Peter Cetera
قصة واحدة أخرى (1988) One More Story
سقوط العالم (1992) World Falling Down
صوت واحد واضح (1995) One Clear Voice
أنت مصدر الإلهام: مجموعة (1997) You're the Inspiration: A Collection
عالم مثالي آخر (2001) Another Perfect World
أنت فقط يجب أن تحب عيد الميلاد (2004) You Just Gotta Love Christmas
أنتج سيتيرا للمغنية السويدية، وعضوة فريق آبا السابقة «أجنيثا فالتسكوج» ألبوماً تحت عنوان «أنا أقف وحدي I Stand Alone» الذي صدر في نوفمبر 1987، وصعد إلى قمة القوائم السويدية، وقدم أغنية «لم أكن أنا من قال وداعاً» I Wasn't the One (Who Said Goodbye) على هذا الألبوم مشاركاً فالتسكوج في الغناء.
قدم سيتيرا، بعد ثلاث سنوات من غناء مع المغنية الريفية رونا ريفز، دويتو معها في ألبومه لعام 1995 «صوت واحد واضح»، كما أنتج لها ألبوم في عام 1998 تحت عنوان «اليوم 14».

## الجوائز والتكريمات كفنان منفرد
جائزة جرامي 1984: جائزة أفضل ترتيب صوتي لصوتين أو أكثر، ترشح بأغنية «العادة صعبة الكسر».
جائزة الجمعية الأمريكية للملحنين والمؤلفين والناشرين 1984: جوائز موسيقى البوب، والأغاني الأكثر أداءً، فاز بأغنية «من الصعب أن تقول أنا آسف»، وأغنية «حبني غداً».
جائزة الجمعية الأمريكية للملحنين والمؤلفين والناشرين 1986: جوائز موسيقى البوب، والأغاني الأكثر أداءً، فاز مع أغنية  «أنت الإلهام».
جائزة جرامي 1987: جائزة أفضل أداء صوتي بوب لفنان من الرجال، ترشح مع أغنية «مجد الحب».
جائزة جرامي 1987: جائزة أفضل أداء صوتي بوب من ثنائي أو فريق، ترشح مع أغنية «المرة التالية عندما أقع في الحب».
جائزة الأوسكار 1987: جائزة أفضل أغنية أصلية، ترشح بأغنية «مجد الحب».
جولدن جلوب 1987: جائزة أفضل أغنية أصلية، ترشح بأغنية «مجد الحب».
جائزة الجمعية الأمريكية للملحنين والمؤلفين والناشرين 1987: جائزة الأغاني الأكثر أداءً في فيلم، فاز مع أغنية «مجد الحب».
جائزة الفيديو الأمريكية 1987: فاز بجائزة أفضل فنان جديد.
جائزة الجمعية الأمريكية للملحنين والمؤلفين والناشرين 1994: جائزة الأغاني الأكثر أداءً، فاز مع أغنية "قلب لا يرتاح Restless Heart".
جائزة جرامي 1997: جائزة أفضل أداء (آر & بي) من ثنائي أو فريق، ترشح مع أغنية «من الصعب أن تقول أنا آسف» (ريمكس).

## وصلات خارجية
https://petercetera.com/ نسخة محفوظة 7 فبراير 2021 على موقع واي باك مشين. بيتر سيتيرا (مغني)
https://curlie.org/Arts/Music/Bands_and_Artists/C/Chicago/Cetera%2C_Peter/ بيتر سيتيرا (مغني)
https://www.imdb.com/name/nm0149126/ بيتر سيتيرا (مغني)
https://www.allmusic.com/search/artists/peter+cetera بيتر سيتيرا (مغني)